# معبد محلي (اليابان)

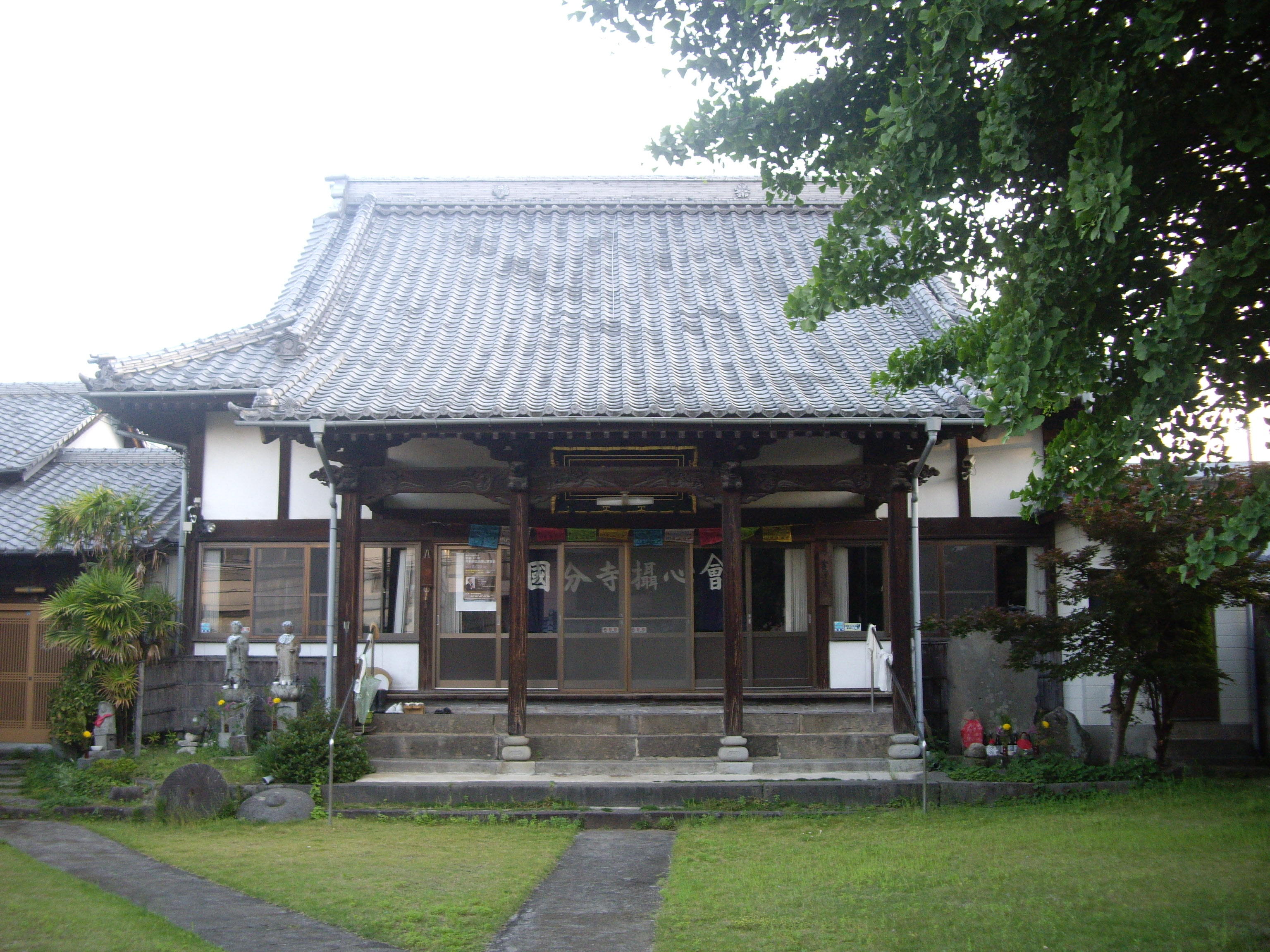
معبد كوكوبون-جي في مدينة كوماموتو في اليابان.

معبد محلي أو معبد المقاطعة (باليابانية: 国分寺؛ كوكوبون-جي)، هي معابد للديانة البوذية تنتشر في كافة مقاطعات اليابان، أمر الإمبراطور شومو ببنائها خلال حقبة نارا (710-794م).

## التفاصيل

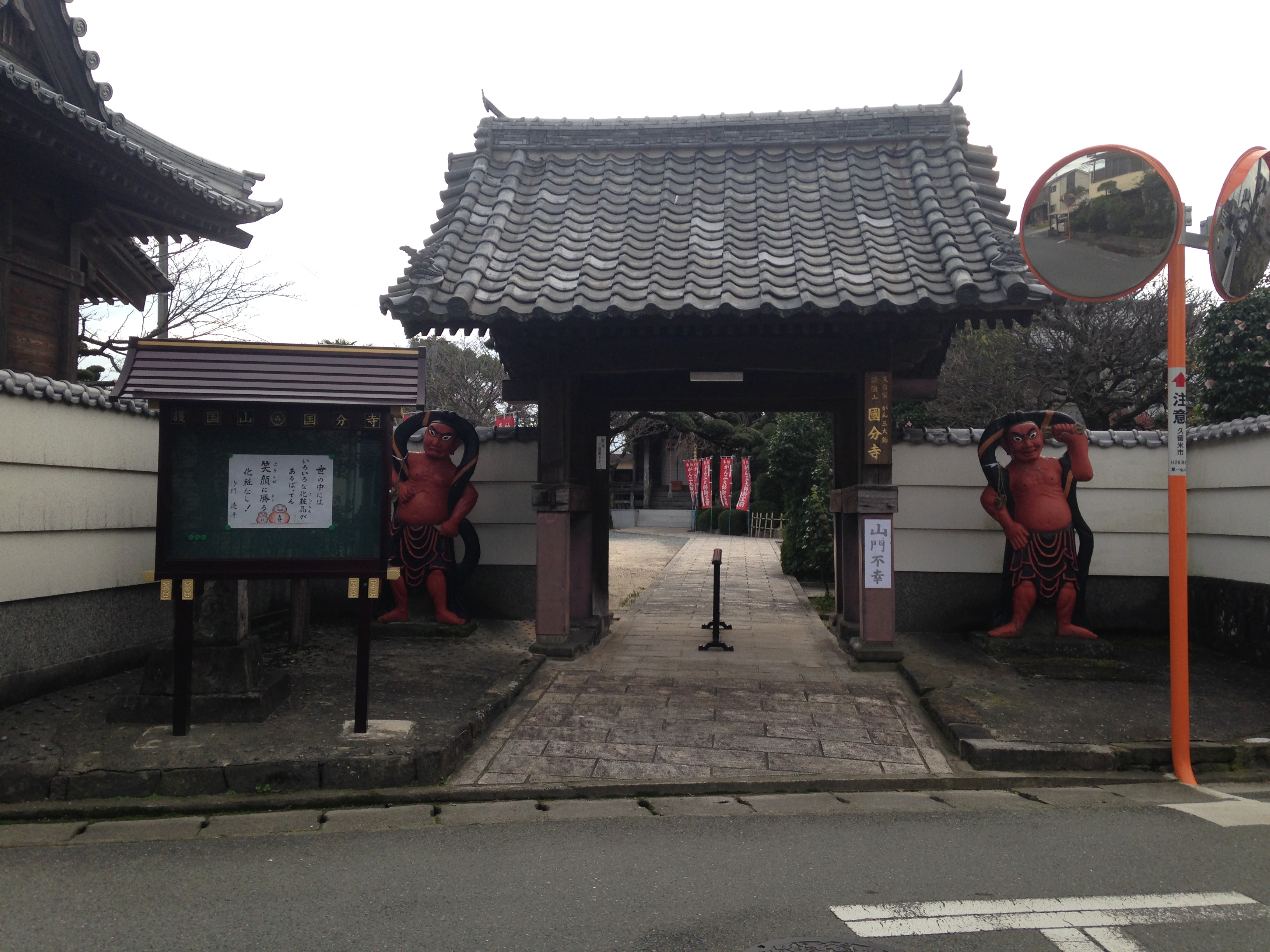
مدخل معبد كوكوبون-جي في مدينة كورومي في اليابان.

الإمبراطور شومو شعر بالتقصيره وقلة الدعم الديني في البلاد بعد إنتشار وباء الجدري فيها الذي أدى إلى وفاة ثلث الشعب الياباني في تلك الفترة، فأصدر أوامر بتوفير الدعم المادي لبناء معابد للديانة البوذية تتضمن معابد للرهبان الذكور [الإنجليزية] (كوكوبون-جي) وللراهبات الإناث [الإنجليزية] (كوكوبونني-جي؛国分尼寺) في كل مقاطعة من مقاطعات اليابان.
يشرف معبد توداي-جي الذي بني في مقاطعة ياماتو كافة معابد الرهبان الذكور كوكوبون-جي، بينما أشرف معبد هوكيه-جي [الإنجليزية] على كافة أعمال معابد الراهبات الإناث كوكوبونني-جي.
يمكن رؤية استعمال كلمة كوكوبون-جي وكلمة كوكوبونني-جي لتسمية بعض الأماكن والبلدات في اليابان لاحقاً، منها:
- كوكوبونجي، طوكيو
- كوكوبونجي (كاغاوا)
- كوكوبونجي (توتشيغي)

## اقرأ ايضاً
- وباء الجدري الياباني (735-737)
- الدين في اليابان
- دايبوتسو